# Multilingual User Interface
Multilingual User Interface (MUI) è una tecnologia sviluppata da Microsoft per la localizzazione di alcuni prodotti tra cui Microsoft Windows e Microsoft Office. La tecnologia MUI è stata introdotta con Windows 2000 ed è stata utilizzata in ogni rilascio a partire da quella versione (fino a Windows 8). La tecnologia MUI è protetta da brevetto.
Funzionalmente, il pacchetto MUI per un determinato prodotto svolge lo stesso compito della versione localizzata di quel prodotto, ma con alcune differenze tecniche fondamentali. Mentre entrambe, versioni localizzate del software e versioni MUI, visualizzano i menu e le finestre di dialogo nella lingua desiderata, solo le versioni localizzate hanno dovuto tradurre i nomi di file e cartelle. Una versione localizzata di Windows traduce il sistema operativo di base, così come tutti i programmi inclusi, compresi i nomi di file e cartelle, i nomi di oggetti, le stringhe nel registro di sistema, e qualsiasi altra stringa interna utilizzata da Windows in una particolare lingua. Le versioni localizzate di Windows supportano l'aggiornamento di Windows da una versione già localizzata e le risorse dell'interfaccia utente sono completamente localizzate, e questo non accade nelle versioni MUI di un prodotto. Le versioni MUI di un prodotto non contengono la traduzione di funzioni amministrative come le voci del registro di sistema e gli elementi di Microsoft Management Console. Il vantaggio di utilizzare MUI rispetto alle versioni localizzate è, quindi, che ogni utente su un computer può utilizzare una lingua diversa senza richiedere versioni diverse del software installato e dover affrontare i conflitti che potrebbero derivarne. Utilizzando la tecnologia MUI, qualsiasi versione di Windows è in grado di ospitare applicazioni Windows in qualsiasi altra lingua.
I prodotti MUI sono disponibili solo attraverso contratti forniti dalla Microsoft. Non sono disponibili attraverso i canali di vendita al dettaglio. Tuttavia, alcuni produttori di apparecchiature originali possono distribuire questi prodotti.

## MUI in Windows Vista e Windows 7
Fino a Windows XP, il pacchetto MUI per un prodotto veniva applicato sopra una versione inglese per fornire l'interfaccia utente localizzata. Windows Vista avanza ulteriormente nella tecnologia MUI dando il supporto per una singola interfaccia, indipendente dalla lingua, indipendente dal linguaggio dei file binari che supportano più interfacce di lingua, con le risorse specifiche della lingua desiderata contenute in file binari separati. L'architettura MUI in pratica separa le risorse di lingua per l'interfaccia utente dal codice binario del sistema operativo di base. Questa separazione permette di cambiare lingua completamente senza cambiare i file binari principali di Windows, o permette di avere più lingue installate sullo stesso computer sfruttando gli stessi file binari di base. Le lingue sono applicate come Language Pack che contengono le risorse necessarie per localizzare una parte o l'intera interfaccia utente del sistema operativo.
A partire da Windows Vista, il set delle funzioni API associate alla tecnologia MUI è stato reso disponibile agli sviluppatori per lo sviluppo delle nuove applicazioni.